# Szerbia és Montenegró zászlaja
A történelmi Szerbia és Montenegró zászlaja három egyenlő vízszintes sávból állt. A sávok felülről lefelé rendre kék, fehér és piros színűek. A nemzeti lobogót hivatalosan 1992. április 27-én fogadta el akkor még az újjáalakult Jugoszlávia parlamentje. A 2002. március 14-én megalakult Szerbia és Montenegró államszövetség szintén elfogadta hivatalos lobogójának a korábbi trikolórt.
A zászló a 19. században hódító pánszláv eszmék hatására alakult ki. Ekkor Szerbia adoptálta a fehér, kék és piros színeket, amelyeket később a második világháború után megalakuló Jugoszlávia nemzeti trikolórjának is választottak. A színeket fel kellett cserélni, mert az orosz zászlóhoz hasonlítottak. Így alakult ki az államszövetség 2006. június 3-i felbomlásáig használatos kék-fehér-piros lobogó.